# Botó Fluix
Botó Fluix va ser un magazín televisiu, produït per la Corporació Catalana de Mitjans Audiovisuals, dirigit per l'escriptor Xesc Barceló.  i emès per TV3. Bàsicament centrat en el món de l'expressió visual i sonora, el contingut era variable, amb reportatges i entrevistes a joves perfils creatius de l'àmbit musical i de les arts plàstiques. L'escaleta del programa contenia diverses seccions lliures, sovint obertes a l'experimentació narrativa i audiovisual, i dedicades a la presentació de videoclips, actuacions i concursos.